# 北御牧村
北御牧村（きたみまきむら）は、長野県北佐久郡にかつて存在した村。
2004年4月1日に小県郡東部町と合併し東御市となる。合併した後は『北御牧地区（きたみまきちく）』と呼ばれている。

## 地理

### 地形
- 河川：千曲川、鹿曲川、番屋川、小相沢川、舟木沢川、切久保沢川、八反田沢川、諸沢川、中村川

### 隣接していた自治体
- 小諸市
- 小県郡 東部町、丸子町
- 北佐久郡 立科町、望月町、浅科村

## 歴史
- 望月牧は古くから馬の産地として知られ、平安時代の「信濃御牧(官牧)十六牧」の中で最も貢馬が多かったと伝えられる[1]。
- 1889年（明治22年）4月1日 - 町村制の施行により、北佐久郡八重原村、羽毛山村、布下村、島川原村、大日向村及び下之城村の区域をもって、北佐久郡北御牧村が発足する。村名は、望月牧の北半が本村地籍であったことから「北御牧村」とした[2]。
- 2004年（平成16年）4月1日 - 小県郡東部町及び北佐久郡北御牧村が合併して、東御市が発足する。

## 友好都市
- 名立町（新潟県）
  - 2000年（平成11年）11月に友好親善盟約締結。
  - 双方の合併後は東御市と上越市で継続している。
  - 現在、北御牧地区の小学生と、名立町（現在の上越市の一部）の小学生が、年に２回交流している。

- オレゴン州マドラス市（アメリカ）
  - 1995年（平成6年）8月30日に姉妹都市提携を締結。
  - 合併後も友好都市関係を継続している。

- 河北省東営村（中華人民共和国）
  - 1998年（平成9年）1月14日に姉妹都市提携を締結。
  - 友好都市関係を解消している。

## 行政
- 村長 岩下忠善

議会
- 定数 16人
- 議長 滝沢功

## 教育
- 北御牧村立北御牧中学校
- 北御牧村立北御牧小学校

## 保育施設
- 北御牧村立中央保育園

## 学童保育施設
- 北御牧児童館

## 道路
- 長野県道40号諏訪白樺湖小諸線
- 長野県道81号丸子東部インター線
- 長野県道153号立科小諸線
- 長野県道166号東部望月線
- 長野県道167号丸子北御牧東部線
- 長野県道422号羽毛山大日向線
- 長野県道423号御牧原大日向線
- 長野県道438号御牧原蓬田線

- 千曲川左岸広域農道（千曲ビューライン）

## 名所・旧跡
- 道の駅みまき
- 史跡外山城跡
- 羽毛山公園桜並木
- 布引温泉御牧乃湯
- 芸術むら公園 - 梅野記念絵画館・ふれあい館
- 御牧画廊